# L'Inconsolable (film)
Pour plus de détails, voir Fiche technique et Distribution.
L'Inconsolable est le titre d'un programme de courts-métrages réalisés par Jean-Marie Straub et sorti en 2012.
Il est composé de quatre courts métrages : L'Inconsolable, Lothringen ! (coréalisé en 1994 avec Danièle Huillet), Un héritier et Schakale und Araber.

## Fiche technique
- Titre : L'Inconsolable
- Réalisation : Jean-Marie Straub
- Photographie : Emmanuelle Collinot, Christophe Pollock, Renato Berta et Christophe Clavert
- Production : Les Fées Production
- Pays :  France
- Durée : 67 minutes
- Date de sortie : France - 8 février 2012

## Distribution
- Jean-Marie Straub
- Emmanuelle Straub
- Dominique Dostat
- Andrea Bacci
- Giovanna Daddi
- Giorgio Passerone
- Barbara Ulrich
- Joseph Rottner